# Bestimmungsschlüssel
Unter einem Bestimmungsschlüssel versteht man ein System zur genauen Bestimmung oder Klassifizierung unter anderem von Lebewesen und Mineralien. Der Umgang mit Bestimmungsschlüsseln wird innerhalb von universitären Kursen, den Bestimmungsübungen, der Studiengänge Botanik und Zoologie geübt. 

## Formen
Die traditionellen Schlüssel sind eine Abfolge von Fragen bzw. eine Aufzählung von Merkmalen, zu denen immer mindestens zwei mögliche Antworten angeboten werden. Solange weiterhin mehrere Bestimmungsergebnisse möglich sind, wird nach dem gleichen Verfahren weiter verzweigt. Je nachdem, ob genau zwei oder mehr Alternativen bei der Entscheidung zur Verfügung stehen, werden dichotome und polytome Schlüssel unterschieden. Die Fragen beziehen sich dabei ausgehend von den allgemeinsten Unterscheidungsmerkmalen auf immer detailliertere Eigenarten, bis zum Schluss keine Auswahl mehr möglich ist und beispielsweise ein Organismus in der Regel bis auf seine Art genau bestimmt ist. Die Verzweigungsstruktur der Fragen ähnelt einem Baum, der aber nicht notwendigerweise die systematischen Grenzen nachzeichnet. In der Tat ist es ein Entscheidungsbaum.
Darüber hinaus gibt es synoptische Schlüssel. Im Gegensatz zu den traditionellen Schlüsseln werden die Merkmale nicht der Reihe nach gegliedert abgefragt. Es ist eine Liste verschiedener Eigenschaften, nach denen die zu bestimmenden Objekte unterschieden werden können. Bei den unterschiedlichen Merkmalen sind sämtliche Möglichkeiten angegeben, die diese Eigenschaft besitzen können. So lässt sich bei der Kombination der einzelnen Merkmale und deren potentieller Ergebnisse beispielsweise auf eine Art oder eine kleine Gruppe von Arten schließen und andere ausschließen. Zur weiteren Unterscheidung der übrigbleibenden Alternativen können weitere Kriterien herangezogen werden, um auf die vorliegende Art zu schließen.
Oft lassen sich die zu bestimmenden Objekte mit den im synoptischen Schlüssel genannten Eigenschaften nicht sicher einteilen, oder die Anzahl möglicher Ergebnisse verringert sich bei einigen Merkmalen nur geringfügig, weil z. B. eine große Zahl an Arten das Merkmal mehr oder weniger wahrscheinlich aufweisen kann. Aus diesem Grund werden synoptische Schlüssel oft in rechnergestützten Bestimmungsschlüsseln angewendet.

## Beispiele
- Josef Poelt: Bestimmungsschlüssel der höheren Flechten Europas.